# Nadgodziny
Nadgodziny (lub godziny nadliczbowe) – zakres czasu przepracowany poza normalnym wymiarem godzin pracy.
Podstawową liczbę godzin pracy ustala się zwykle na kilka sposobów:
- zwyczajem (liczba godzin postrzegana jako zdrowa lub rozsądna przez społeczeństwo);
- praktyką w danej gałęzi lub zawodzie;
- przez legislację;
- umową zawartą pomiędzy pracodawcami a pracownikami lub ich reprezentantami.

W większości krajów nadgodziny regulowane są prawami mającymi na celu zapobieganie zmuszaniu pracowników do przedłużania godzin pracy. Prawa te uzasadniane są nie tylko względami humanitarnymi, ale także takimi, jak ogólny wzrost poziomu zatrudnienia w gospodarce danego kraju. Jednym z powszechnych sposobów regulacji nadgodzin jest wymaganie, by pracodawcy wynagradzali pracowników wyższą stawką niż podstawowa. Przedsiębiorstwa mogą same decydować się na wyższe wynagrodzenia za nadgodziny, nawet jeśli nie są do tego prawnie zobowiązane, w szczególności kiedy uważają, że grozi im wystąpienie zawracającej krzywej podaży pracy.

## Godziny nadliczbowe w polskim prawie pracy
Zgodnie z Kodeksem pracy, pracą w godzinach nadliczbowych jest praca wykonywana ponad obowiązujące pracownika normy czasu pracy, a także praca wykonywana ponad przedłużony dobowy wymiar czasu pracy, wynikający z obowiązującego pracownika systemu i rozkładu czasu pracy.
Praca w godzinach nadliczbowych jest dopuszczalna w razie:
- konieczności prowadzenia akcji ratowniczej w celu ochrony życia lub zdrowia ludzkiego, ochrony mienia lub środowiska albo usunięcia awarii,
- szczególnych potrzeb pracodawcy.

Liczba godzin nadliczbowych przepracowanych w związku ze szczególnymi potrzebami pracodawcy nie może przekroczyć dla poszczególnego pracownika 150 godzin w roku kalendarzowym.
Za pracę w godzinach nadliczbowych, oprócz normalnego wynagrodzenia, przysługuje dodatek w wysokości:
- 100% wynagrodzenia – za pracę w godzinach nadliczbowych przypadających:

1. w nocy,
2. w niedziele i święta niebędące dla pracownika dniami pracy, zgodnie z obowiązującym go rozkładem czasu pracy,
3. w dniu wolnym od pracy udzielonym pracownikowi w zamian za pracę w niedzielę lub w święto, zgodnie z obowiązującym go rozkładem czasu pracy,

- 50% wynagrodzenia – za pracę w godzinach nadliczbowych przypadających w każdym innym dniu niż określony powyżej.

## Fałszowanie ewidencji czasu pracy
Niektórzy pracodawcy wymagają od swoich zatrudnionych nieodpłatnej pracy poprzez fałszowanie ewidencji czasu pracy, nierejestrowanie faktycznego czasu pracy, niepłacenie za przerwy na posiłek i odpoczynek, odmawianie zwrotu kosztów delegacji, podróży, uczestnictwa w szkoleniach, posiedzeniach czy wykładach. Pracodawcy tacy nie płacą za wcześniejsze stawienie się do pracy w celu przygotowania stanowiska i założenia odzieży ochronnej, oczekiwanie na zalogowanie się, dyżury przy telefonie; zmuszają pracowników do pracy w weekendy bez odbijania karty pracy, bądź też zmuszają swych podwładnych do rejestrowania mniejszej ilości godzin niż faktycznie przepracowanych. W świetle prawa o nadgodzinach takie praktyki są zabronione.
W Japonii fałszowanie ewidencji jest nagminnym problemem, będącym prawie normą w miejscu pracy i, w ekstremalnych sytuacjach, może prowadzić do zjawiska zwanego po japońsku Karoshi – czyli śmierci przez przepracowanie (najczęściej w wyniku udaru niedokrwiennego bądź samobójstwa). Firma może opłacić 20 godzin nadliczbowych w ciągu miesiąca, ale aby dotrzymać terminów i sprostać oczekiwaniom swoich przełożonych, pracownicy zmuszani są do przepracowania większej liczby godzin, które nie zostaną oficjalnie wykazane. Praktyka ta nazwana została sabisu zangyo, gdzie sabisu znaczy usługa, a zangyo – nadgodziny, czyli ogólnie rzecz ujmując – darmowe nadgodziny.